# Puliciphora legionis
Puliciphora legionis är en tvåvingeart som beskrevs av Borgmeier 1960. Puliciphora legionis ingår i släktet Puliciphora och familjen puckelflugor. Inga underarter finns listade i Catalogue of Life.